# المعتصم أبوشناف
المعتصم أبوشناف (المعتصم أبوشناف؛ من مواليد 14 نوفمبر 1991) هو لاعب كرة قدم ليبي يشغل مركز المهاجم، ويلعب لصالح نادي رابيد وادي زم المغربي.

## المسيرة الدولية
سجّل المعتصم أبوشناف هدفين دوليين بقميص المنتخب الليبي.

### الأهداف الدولية
النتائج تُسجّل أولًا لصالح ليبيا.
| رقم | التاريخ       | الملعب                                       | الخصم   | النتيجة بعد الهدف | النتيجة النهائية | المناسبة                        |
| --- | ------------- | -------------------------------------------- | ------- | ----------------- | ---------------- | ------------------------------- |
| 1   | 13 يناير 2014 | ملعب الولاية الحرة، بلومفونتين، جنوب أفريقيا | إثيوبيا | 1–0               | 2–0              | بطولة أمم أفريقيا للمحليين 2014 |
| 2   | 23 يناير 2018 | ملعب ابن بطوطة، طنجة، المغرب                 | رواندا  | 1–0               | 1–0              | بطولة أمم أفريقيا للمحليين 2018 |

## مسيرته مع الأندية
بدأ أبوشناف مسيرته مع نادي الوحدة طرابلس، ثم خاض تجربة قصيرة مع النجم الرياضي بالزهراء التونسي. عاد إلى ليبيا ليلعب مع الاتحاد، حيث سجّل هدفًا مهمًا ضد أول أغسطس الأنجولي في كأس الكونفدرالية الأفريقية، ساهم في فوز فريقه بشكل كبير.
في 2020، انتقل إلى رابيد وادي زم المغربي، وشارك في عدد من المباريات ضمن البطولة المغربية الاحترافية.

## الرؤية الفنية والتقييم
يُعرف أبوشناف بقامته الطويلة (1.94 م) وقوته في الالتحامات الهوائية. وصفته وسائل إعلام محلية بـ"قناص من طراز خاص"، مشيدة بقدراته التهديفية وذكائه في التمركز.
وفي تقرير تحليلي من منصة 365scores، أشير إلى قدرته على اللعب كمهاجم صريح واستغلال الفرص داخل منطقة الجزاء.

## الإعلام والظهور الجماهيري
ظهر أبوشناف في لقاء مصور على يوتيوب، حيث أكد أن الاحتراف في الخارج يمثل تحديًا ضروريًا لتطوير مهارات اللاعب الليبي، ودعا إلى تحسين البنية التحتية الرياضية في البلاد.

## الإنجازات

### مع المنتخب
- بطولة أمم أفريقيا للمحليين: 2014

## وصلات خارجية
- المعتصم أبوشناف  على سكروي